# 키아라 시라쿠사
키아라 시라쿠사(Chiara Siracusa, 1976년 12월 25일 ~)는 몰타의 가수이다. 3차례의 유로비전 송 콘테스트(1998, 2005, 2009)에서 몰타 대표로 참가했다.